# Warsow
Warsow（別名War§ow、略称WSW）は、自由ソフトウェア/オープンソースのオンラインFPSゲーム。WindowsとLinuxとmacOS上で実行可能で、無料で利用できる。
発音については開発側のDev Teamも適当であり、どんな呼び方でも良いよと公言している。
3Dエンジンは、Quake2 GPLエンジンの改良版であるQFusionエンジンを使用している。

## 概要
壁蹴りやドッジング、それにQuake系列でお馴染みと言えるストレイフジャンプ&バニーホップを組み合わせたハイスピードな戦闘が展開される。そのバランスはQuakeIIIのMODであるCPMA CPMモードに近いが、トリックジャンプと呼ばれる普通では飛べない所へ飛び上がるジャンプテクニックがQuakeIIIより多く、どこから敵が飛んでくるか分からないと言うスリリングなものになっている。
ver.0.4へのアップデートでforward bunny jumpと呼ばれる前進キーを押しながらタイミングよくジャンプするだけで加速するという機能が追加され、さらに簡単に高速移動が楽しめるようになった。
グラフィック面の特徴としてはセルシェーディングを利用したカートゥーン調グラフィックであり、Quake4やBF2142のような陰影を意識させられるようなグラフィックとは180度転換した、ライトでポップなグラフィックである事である。

その為に必須スペックが他のFPSに比べるとある程度低く、開発チームによればQuake3が動くPCなら動くとしているが、本格的に楽しみたいのであれば64MB以上のビデオメモリを持ったグラフィックボードが欲しいとユーザーサイドでは言われている。
最初から競技性を第一に考えられており、QuakeIIIにおけるOSPやCPMA、Quake4のQ4MAXなどのMODを使わなくとも、ブライトスキンや敵モデルの統一などの大会用に便利な機能が付属されている。また、ヒットサウンドも当たり具合によって音が変わるようになっており、ロケットランチャーが直撃したのか否なのかが分かりやすくなっている。
現在、月1でオンライン戦「ESW」が行われており、オフラインでもEスポーツスタジアムの採用種目となるなど、日本Duel系FPSでは珍しく定期的な試合が行われている。